# پیرم‌قل ضیایی
پیرم‌قل ضیایی (زاده: ۱۳۴۰ ولسوالی رستاق، ولایت تخار) سیاست‌مدار افغانستانی و نماینده مردم تخار در دوره پانزدهم مجلس نمایندگان افغانستان است. 
وی همچنان از فرماندهان شورای نظار و معاون نظامی احمدشاه مسعود پس از سقوط تالقان بدست طالبان در ماورای کوکچه بود.
وی پس از روی کار آمدن حامدکرزی در هیچ پست نظامی وظیفه اجرا نکرده اما یک دوره نمایندگی مرد تخار را در پارلمان به عهده داشت. وی نیز به‌طور غیر مسقیم در امور و حاکمیت ولایت تخار نقش داشته‌است.

## زندگی‌نامه
پیرم‌قل ضیایی متولد ۱۳۴۰ از ولسوالی رستاق ولایت تخار افغانستان است.

## دیگر فعالیت‌ها
- قومندان/فرمانده جهادی.[۱]